# Xanthandrus
Xanthandrus  (лат.) — род двукрылых из семейства журчалок из трибы Bacchini.

## Описание
Метастерны с несколькими тонкими прилегающими волосками. Верхний и нижний участки волосков на стерноплеврах прикасаются вдоль переднего края тазиков задних ног на вершине с задне-медиальным пучком волосков.

## Экология
Личинки некоторых видов питаются гусеницами чешуекрылых и сидячебрюхих перепончатокрылых.

## Систематика
В мировой фауне 26 видов. Род разделяют на три подрода Afroxanthandrus, Androsyrphus и Xanthandrus.
- Xanthandrus agrolas Walker, 1849
- Xanthandrus azorensis Frey, 1945
- Xanthandrus babyssa Walker, 1849
- Xanthandrus bicinctus Meijere, 1929
- Xanthandrus biguttatus Hull, 1945
- Xanthandrus bucephalus Wiedemann, 1830
- Xanthandrus callidus Curran, 1928
- Xanthandrus ceylonicus Keiser, 1958
- Xanthandrus comtus Harris, 1780
- Xanthandrus congensis Curran, 1938
- Xanthandrus cubanus Fluke, 1936
- Xanthandrus flavomaculatus Shannon, 1927
- Xanthandrus garhwalensis Kohli, Kapoor & Gupta, 1988
- Xanthandrus indicus Curran, 1933
- Xanthandrus longipilus Kassebeer, 2000
- Xanthandrus mellinoides Macquart, 1846
- Xanthandrus mexicanus Curran, 1930
- Xanthandrus nitidulus Fluke, 1937
- Xanthandrus orientalis Sack, 1926
- Xanthandrus palliatus Fluke, 1945
- Xanthandrus plaumanni Fluke, 1937
- Xanthandrus quadrinotatus Bigot, 1884
- Xanthandrus setifemoratus Thompson, 1981
- Xanthandrus simplex Loew, 1861
- Xanthandrus smithi Goot, 1964
- Xanthandrus talamaui Meijere, 1924
- Xanthandrus tricinctus Thompson, 1981

## Распространение
Широко распространённый род, отсутствует в Центральной Азии, западе Северной Америки, крайнем юге Южной Америки, Океании, на Мадагаскаре.